# San Lio

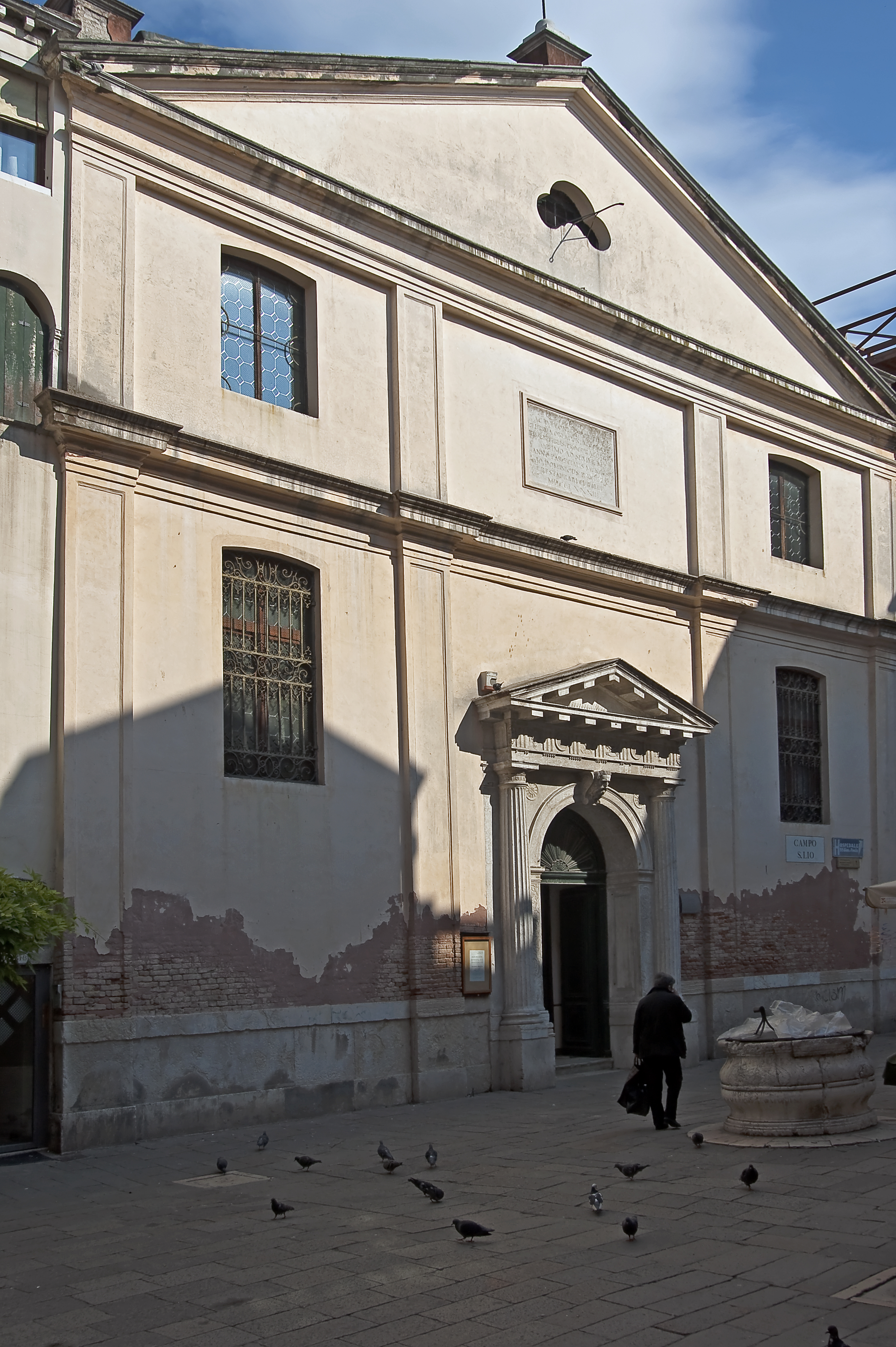
Fassade, fotografiert 2010, gesehen von der Salizzada San Lio

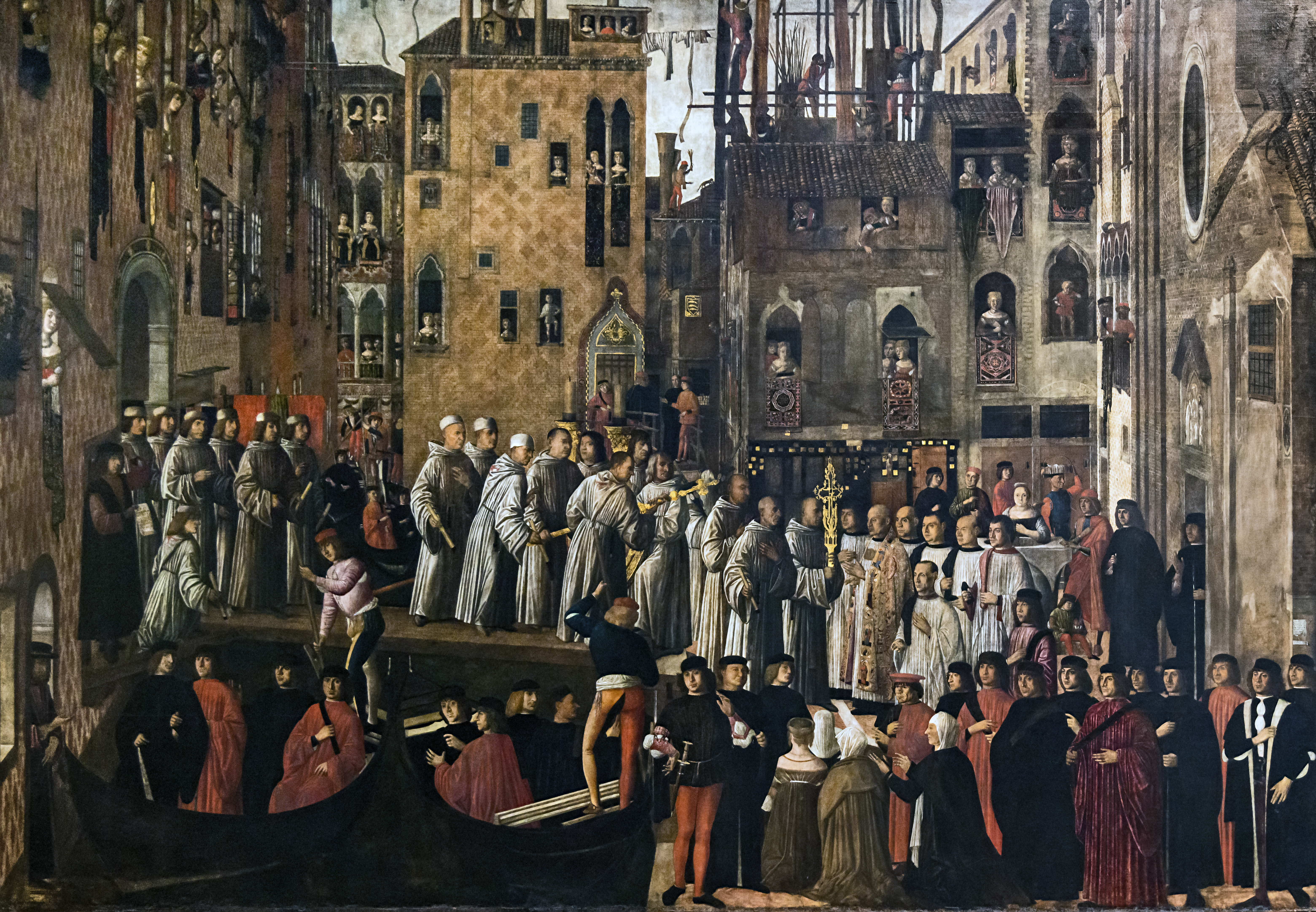
Giovanni Mansueti: Das Wunder der Kreuzesreliquie auf dem Campo San Lio, entstanden 1494, Leinwand, 318 mal 458 cm (zu sehen ist rechts die Fassade der älteren Kirche), Gallerie dell’Accademia

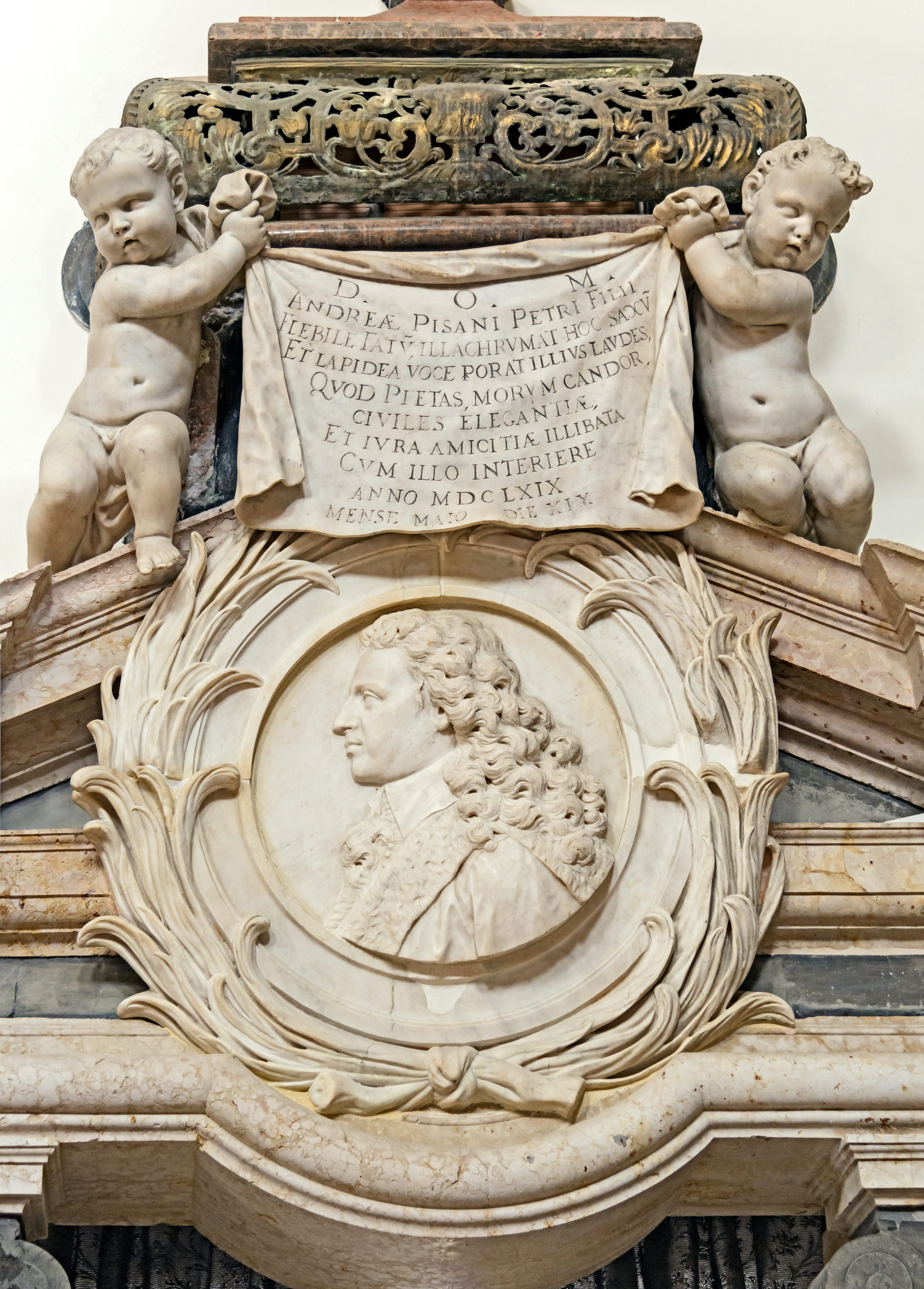
Grabmonument des Andrea Pisani (1662–1718)

San Lio (ven.) selten San Leone (it.) ist eine seit mehr als einem Jahrtausend bestehende Kirche im venezianischen Sestiere Castello, die allerdings mehrfach umgebaut und 1783 radikal dem Zeitgeschmack angepasst wurde. Sie befindet sich östlich der Rialtobrücke.

## Geschichte
Die von der Familie Badoer, so heißt es, bereits im 9. Jahrhundert gegründete Kirche hieß zunächst Santa Caterina, wurde jedoch 1054 umgebaut und dem Patrozinium Papst Leos IX. unterstellt, der vielfach als Heiliger verehrt wurde. Dieser hatte 1043 die Seite Venedigs, bzw. des Dogen Domenico I. Contarini, im Streit mit dem Patriarchen von Aquileia um die Zugehörigkeit der Bistümer in der Lagune, ergriffen. Dieser Papst hatte die Rechte des Patriarchen von Grado auf die Suffraganbistümer in Venetien und auf Istrien anerkannt, und sie damit Aquileia entzogen. Für den in der Überlieferung auftauchenden Besuch des Papstes in der Lagune gibt es keinerlei zeitgenössischen Beleg.
Pietro und Tullio Lombardo bauten die Kirche im 15. Jahrhundert erneut um. Bemerkenswert ist die Kapelle aus der Frührenaissance und ein Bildnis des hl. Jakob von Tizian, das allerdings schlecht erhalten ist. 1783 wurde das Kirchengebäude einschiffig umgebaut, der Glockenturm abgetragen.
Heute birgt die Kirche einen von Giuliano Giuliani gestalteten Steinblock als Altar, dann von Elisabetta De Luca eine enthüllte Madonna. Diese Art der Innenausstattung mit Elementen aktueller Kunst ist in Venedig ungewöhnlich.